# Aktovka

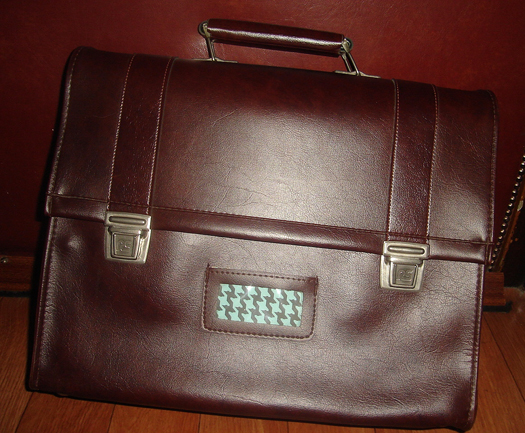
Kožená aktovka

Aktovka je plochá taška z pevnějšího materiálu, často kožená nebo koženková, obvykle s velkými obdélníkovými stěnami. Název pochází z toho, že se v ní nosí akta, tedy spisy, dokumenty. Lidé však často nosí v aktovkách i jiné věci. Část, jejímž přehnutím se aktovka uzavírá, se nazývá klopna. Na klopně aktovky bývá držadlo, které umožňuje aktovku nést v ruce. Klopna se v uzavřené poloze zajišťuje zpravidla aktovkovým zámkem, u širokých aktovek bývají dva zámky. Vnitřek aktovky bývá rozdělen na komory, z vnější i vnitřní strany aktovky mohou být kapsy, a to buď neuzavíratelné, nebo uzavíratelné například zámkem, suchým zipem či zipem.

## Školní aktovky
Zvláštní kategorií aktovek představují školní aktovky a školní brašny, v nichž nosí zvláště mladší děti učebnice a jiné školní pomůcky. Typická školní aktovka se nosí na zádech. Bývá opatřena retroreflexními prvky ke zvýšení bezpečnosti školáků.
Kvůli zaručení zdravého vývoje dětského těla, zejména u prvnáčků a školáků prvního stupně, je důležité, aby batoh respektoval specifika dětské anatomie, jinak může dojít k trvalému poškození zdraví. Proto existují i posuvné zádové panely, které respektují poměrně radikální růst dítěte a zaručují správně posazení na zádech.
Od devadesátých let se však školní brašny tvarově přibližují batohům (výška je větší než šířka), některé typy se označují jako školní batoh nebo studentský batoh. Zejména mezi staršími školáky a středoškoláky jsou také oblíbené různé tašky či aktovky nošené v ruce či přes rameno. Podle majitele jedné firmy vyrábějící aktovky převažovaly v roce 1994 aktovky mezi dětmi z prvních a druhých tříd, zatímco od třetí třídy výše již převážily batohy.
Do listopadu 2002 podléhaly školní aktovky povinné certifikaci. K požadavkům podle ČSN 79 6505 a ČSN 79 6506 patří ortopedická nezávadnost (anatomicky tvarovaná, resp. pevná záda), nastavitelné popruhy dostatečné délky i šířky, dostatek odrazových prvků (minimálně 70 cm2 na čelní části a 15 cm2 na každém boku) a signálních barev (minimálně 20 % čelní plochy).

## Laptop
Tvar a podobu klasické aktovky mívá také notebook neboli laptop, malý přenosný počítač, respektive taška na notebook.

## Elektronické složky
Jako aktovka se označují v některých systémech také elektronické složky určené pro přenášení dokumentů nebo jiných dat, tedy k funkci obdobné, jakou má skutečná aktovka vůči papírovým dokumentům.